# Władysław Roman
Władysław Roman (ur. 4 stycznia 1917 w Stężycy, zm. 2 września 2005 w Warszawie) – podporucznik artylerii Wojska Polskiego II RP, kapitan Armii Krajowej, kawaler Krzyża Srebrnego Orderu Wojennego Virtuti Militari.

## Życiorys
Syn Franciszka (urzędnika państwowego) i Katarzyny z domu Kowalczyk. Egzamin maturalny złożył w gimnazjum w Kowlu (1935). Następnie, w latach 1935–1938, kształcił się w toruńskiej Szkole Podchorążych Artylerii (XV promocja), którą ukończył z 12. lokatą. Zarządzeniem Prezydenta Rzeczypospolitej Ignacego Mościckiego mianowany został na stopień podporucznika w korpusie oficerów artylerii, ze starszeństwem z dniem 1 października 1938 i 13. lokatą. Przydzielony został do 3 pułku artylerii lekkiej Legionów z Zamościa na stanowisko dowódcy plutonu topograficzno-ogniowego. Następnie przesunięto go na stanowisko adiutanta w III dywizjonie tegoż pułku. Na dzień 23 marca 1939 zajmował stanowisko dowódcy plutonu w 1 baterii I dywizjonu 3 pal-u. Uczestnik kampanii wrześniowej – walczył pod Iłżą, Puławami, Zamościem i Tomaszowem Lubelskim. Uniknął niewoli i przez cały okres niemieckiej okupacji działał w ruchu oporu, kolejno w Służbie Zwycięstwu Polski, Związku Walki Zbrojnej, Armii Krajowej i Delegaturze Sił Zbrojnych na Kraj. 
Zajmował między innymi stanowiska oficera do zleceń szefa Oddziału III Komendy Głównej Armii Krajowej (pod pseudonimem „Krzesław”) i członka Wydziału Artylerii (kryptonimy „Knieja” i „Bem”) w Oddziale III KG AK. W powstaniu warszawskim oficer łączności i adiutant dowódcy Podobwodu Śródmieście Południowe – ppłk. Jana Szczurka-Cergowskiego ps. „Sławbor”. Za udział w powstańczych walkach odznaczony został, na mocy rozkazu Dowódcy Armii Krajowej nr 424 z 18 września 1944, Krzyżem Srebrnym Orderu Virtuti Militari. Awansowany do rangi kapitana rozkazem Dowódcy Armii Krajowej nr 505 z 2 października 1944. Następnie na stanowisku szefa Oddziału IV Komendy Obszaru Zachodniego AK, po czym służył w Obszarze Zachodnim Delegatury Sił Zbrojnych na Kraj (pod pseudonimem „Janiszewski”). Od października 1945 w Ludowym Wojsku Polskim, przydzielony do Biura Historycznego.
Awansowany do stopnia majora, represjonowany w latach 1949–1956 i skazany na 12 lat więzienia w procesie generała Stanisława Tatara. Po uchyleniu wyroku pracował, w latach 1956–1985, jako kierownik redakcji w Państwowym Wydawnictwie Naukowym. W rezerwie awansowany do rangi pułkownika. Żonaty z Krystyną Olicką (1921–1996), z którą miał córki Barbarę i Katarzynę. Zmarł w Warszawie i spoczywa razem z żoną na tamtejszym cmentarzu Powązkowskim (kwatera: 199, rząd: 3, miejsce: 26 i 27). Jego bratem był Józef Roman ps. „Ziuk” - oficer Armii Krajowej i kawaler Orderu Virtuti Militari.

## Odznaczenia
- Krzyż Srebrny Orderu Wojennego Virtuti Militari
- Krzyż Walecznych (dwukrotnie)
- Krzyż Oficerski Orderu Odrodzenia Polski
- Krzyż Kawalerski Orderu Odrodzenia Polski
- Srebrny Krzyż Zasługi z Mieczami
- Krzyż Armii Krajowej